# ثيودور كوبر
ثيودور كوبر (بالإنجليزية: Theodore Cooper)‏ هو مهندس أمريكي، ولد في 13 يناير 1839 في Coopers Plains, New York ‏ في الولايات المتحدة، وتوفي في 24 أغسطس 1919 في نيويورك في الولايات المتحدة بسبب ذات الرئة.